# Boťany
Boťany (hongrois : Battyán) est un village de Slovaquie situé dans la région de Košice.

## Histoire
Première mention écrite du village en 1332.
La localité fut annexée par la Hongrie après le premier arbitrage de Vienne le 2 novembre 1938. En 1938, on comptait 1168 habitants dont 47 d'origines juives. Elle faisait partie du district de Medzibodrožie (hongrois : Bodrogközi járás). Le nom de la localité avant la Seconde Guerre mondiale était Boťany/Battyán. Durant la période 1938 - 1944, le nom hongrois Battyán était d'usage. À la libération, la commune a été réintégrée dans la Tchécoslovaquie reconstituée.

## Démographie

### Évolution de la population
| Année:               | 1994. | 2004.    | 2014.   | 2024.   |
| -------------------- | ----- | -------- | ------- | ------- |
| Nombre de personnes: | 1082  | 1245     | 1249    | 1219    |
| Différence:          |       | +15,06 % | +0,32 % | -2,40 % |

| Année:               | 2023. | 2024.   |
| -------------------- | ----- | ------- |
| Nombre de personnes: | 1211  | 1219    |
| Différence:          |       | +0,66 % |